# Prevremeni porođaj
Prevremeni porođaj  (PTB), prerano ili prevremeno rođenje, predstavlja rođenje deteta sa manje od 37 nedelja trudnoće, za razliku od punog porođajnog perioda koji je približno 40 nedelja.
Simptomi i znaci koji nagoveštavaju  prevremeni porođaj  uključuju kontrakcije materice koje se javljaju češće nego svakih deset minuta ili curenje plodove vode iz rodnice.
Prevremeno rođena deca su u većem riziku od cerebralne paralize, kašnjenja u razvoju, problema sa sluhom i vidom.  Što se dete ranije rodi,  ovi rizici su veći.
Uzrok prevremenog porođaja često nije poznat.  Faktori rizika uključuju šećernu bolest, povišeni krvni pritisak, višeplodnu trudnoću (trudnoću sa više beba), gojaznost ili manjak kilograma, brojne vaginalne infekcije, zagađenje vazduha, uključujući pušenje duvana, i psihološki stres.
Preporuka je se da se prevremeni porođaj ne izaziva na zahtev majke pre 39 nedelja, osim ako to nije potrebno iz drugih medicinskih razloga. Ista preporuka odnosi se i na carski rez. Medicinski razlozi za rano rađanje uključuju preeklampsiju.
Prevremeni porođaj može se sprečiti kod rizičnih osoba ako se tokom trudnoće primeni hormon progesteron. Dokazi ne podržavaju korisnost  od dugotrajnih odmora u krevetu.  Primenom terapijskih mera, kombinacije tokolitika, spazmolitika, hormona, nesteroidnih antiinflamatornih lekova i antibiotika i antimikotika, odlaganje trudnoće do termina postigli smo kod 34 (82,92%) pacijentkinja. Efikasnom terapijom koja blokira patofiziološke poremećaje koji stoje u osnovi prevremenog rađanja u najvećem procentu slučajeva omogućeno je prolongiranje gestacije i rađanje terminskog, zrelog deteta.
Procenjuje se da bi najmanje 75% nedonoščadi preživelo prevremeni porođaj  uz odgovarajući tretman, dok je stopa preživljavanja najviša kod novorođenčadi koja su rođena što najkasnije.
Kod žena koje mogu roditi između 24 i 37 nedelja, kortikosteroidi poboljšavaju ishode.  Brojni lekovi, uključujući nifedipin, mogu odložiti porođaj tako da se majkama savetuje da budu bliže mestu gde je dostupna veća medicinska pomoć i kortikosteroidi imaju veće šanse za efektom dejstva.
Jednom kada se beba rodi, briga uključuje održavanje povoljne temperature preko kože deteta u inkubatoru, podržavanje dojenja, lečenje infekcija i podržavanje funkcije disanja, ponekad ako je to neophodno i intubacijom.
Prevremeno rođenje najčešći je uzrok smrti novorođenčadi širom sveta.  Oko 15 miliona beba se rode kao nedonoščad svake godine (5% do 18% svih porođaja).  U Velikoj Britaniji oni čine oko 7,9%, a u Sjedinjenim Američkim Državama oko 12,3% svih rođenih.   Otprilike 0,5% rođenih su izuzetno rano rođeni, i na  njih se odnosi većina smrtnih slučajeva.  U mnogim zemljama na globalnom nivou, stopa prevremenih porođaja porasla je između 1990-tih i 2010-tih.
Komplikacije zbog prevremenih porođaja sa 0,81 miliona smrtnih slučajeva u 2015. godini, smanjene su u odnosu na 1,57 miliona koliko ih je  bilo 1990. godine.  Šansa za preživljavanje preveremeno rođene bebe su: u 22. nedelji je oko 6%,  u 23. nedelji 26%, 24. nedelji 55% i 25. nedelji oko 72%. Šanse za preživljavanje bez ikakvih dugoročnih poteškoća su manje.

## MKB-10
Međunarodna klasifikacija bolesti (MKB-10), sva stanja vezana za prevremeni porođaj razvrstava na sledeći način:
O60—O75 — Komplikacije porođaja i rađanja
- O60 — Prevremeni trudovi i prevremeni porođaj (lat. Labores praematuri et partus praematurus)
- O60.0 — Preveremeni trudovi bez porođaja
- O60.1 — Prevremeni spontani trudovi sa prevremenim porođajem (lat. Labores praematuri spontanei cum partu pretermini)
- O60.2 — Spontani prevremeni trudovi sa porođajem na vreme (lat. Labores praetermini spontanei cum partu termini)
- O60.3 — Prevremeni porođaj bez spontanih trudova

## Definicije
Prevremeni porođaj  deteta definiše kao svako rođenje deteta pre 37 nedelja trudnoće. Međutim u odnsou na vreme javljanja porošaja on može da se definiše i kao:
- vrlo rani prevremeni porođaj, ako nastupi  pre 32 nedelja gestacije
- rani prevremeni porođaj  ako nastupi između 32-36 nedelja gestacije
- kasni prevremeni porođaj  ako nastupi između 34-36 nedelja gestacije, koji čini 75% svih prevremenih porođaja.[27]
- prevremeno rođenje dete definiše sa kao nastupanje porođaja  između 37-38 nedelja gestacije. [28][29]

## Epidemiologija
Prevremeno porođaj koji komplikuje rođenje novorođenčadi širom sveta pogađa od  5% do 18% porođaja. U Evropi i mnogim razvijenim zemljama sveta stopa nataliteta prevremeno nastalim porođajem je 5-9%, a u SAD je  porasla na 12-13% u poslednjim decenijama.

#### Niska porođajna težina
Kako je težinu deteta u momentu porođaja lakše odrediti nego gestacijsku starost, Svetska zdravstvena organizacija prati stope male porođajne težine (< 2.500 grama), koja se dogodila u 16,5 procenata porođaja u manje razvijenim regionima 2000. godine.  Procenjuje se da je trećina ovih porođaja sa niskom porođajnom težinom posledica prevremenog porođaja. Težina uglavnom odgovara gestacijskoj dobi, međutim, novorođenčad može imati manju težinu iz drugih razloga, osim prevremenog porođaja. 
Klasifikacija novorođenčadi zasnovana na težini prepoznaje:  
- novorođenčad male porođajne težine (LBV) -  manja od 2500 g, Ta deca su uglavnom, ali ne isključivo  nedonoščad, jer uključuje i decu manje gestacijske staroste (SGA).

- vrlo malu porođajnu težinu (VLBV) koja je manja od 1.500 g
- izuzetno nisku porođajnu težinu (ELBV) manju od 1.000 g.[35] Gotovo sva novorođenčad  u ove poslednje dve grupe rođeni su kao nedonoščad.

Komplikacije prevremenih porođaja rezultirale su sa 740.000 smrtnih slučajeva u 2013. godini, u poređenju sa 1,57 miliona u 1990. godine.

## Društvo i kultura

### Ekonomija
Prevremeno rođenje deteta je značajan faktor uvećanja troškova u zdravstvu, čak i ne uzimajući u obzir troškove dugotrajne nege za osobe sa invaliditetom zbog prevremenog porođaja. 
Studija iz 2003. godine u Sjedinjenim Američkim Državama utvrdila je da troškovi zbrinjavanja novorođenčadi iznose 224.400 USD za nedonošče u iznosu od 500–700 g naspram 1.000 USD za novorođenče sa preko 3.000 g. Troškovi se eksponencijalno povećavaju sa smanjenjem gestacijske starosti i težine.   Prema izveštaj Instituta za medicinu SAD iz 2007. godine saznajemo da se prevremeno rodi  550.000 nedonoščadi svake godine u Sjedinjenim Američkim Državama, što godišnje državu košta oko 26 milijardi dolara, uglavnom vezanih za negu u neonatalnim jedinicama intenzivne nege. Međutim  mnogi stručnjaci smatraju da  stvarni troškovi možda iznose i do 50 milijardi dolara.

### Značajni slučajevi
James Elgin Gill (rođen 20. maja 1987. u Otavi, Ontario, Kanada) bio je najranija prevremeno rođena beba na svetu, sve dok taj rekord nije oboren 2004. godine. Prerano je bio 128 dana (21 nedelja i 5 dana gestacije) i imao je 1 funta 6 unci (624 g). Preživeo je.
Tokom 2014. godine Lila Stensrud, rođena u San Antoniju u Teksasu, Sjedinjene Američke Države postala je najmlađa prevremeno rođena beba na svetu. Rođena je sa 21. nedelju i 4 dana gestacije i imala je samo 410 grama (manje od pola kilograma). Kaashif Ahmad je oživio bebu nakon što se rodila. Od novembra 2018. Lila je pohađala predškolsku ustanovu. Imala je malo kašnjenja u govoru, ali nije imala drugih poznatih medicinskih problema ili invaliditeta.
Amillia Tailor se takođe često navodi kao najranija beba.   Rođena je 24. oktobra 2006. godine u Majamiju na Floridi, SAD sa 21 nedelju i 6 dana trudnoće.  Ovaj izveštaj je stvorio određenu zabunu jer se njena gestacija merila od datuma začeća (putem vantelesne oplodnje), a ne od datuma poslednje menstruacije njene majke, zbog čega se čini da je dve nedelje mlađa nego da se gestacija računa uobičajenom metodom. Po rođenju je bila dugačka 22,9 cm i teška 280 g.   Trpela je probavne i respiratorne probleme, zajedno sa krvarenjem u mozgu. Otpuštena je iz Baptističke dečije bolnice 20. februara 2007. godine.
Rekord za najmanje nedonoščad koje je preživelo dosta vremena smatrana je Madeline Mann, koja je rođena 1989. u 26. nedelji gestacije, teška 280 g i dugačka 241,3 mm.  Ovaj rekord oborila je u septembru 2004. godine Rumaisa Rahman, rođena u istoj bolnici, Univerzitetski medicinski centar Loiola u Maivood-u, Illinois.  u trudnoći od 25 nedelja. Pri rođenju je bila dugačka 200 mm i teška 261 grama (9,2 oz).   Njena sestra blizanka takođe je bila mala beba, teška 563 grama (1 lb 3,9 oz) po rođenju. Tokom trudnoće njihova majka je imala preeklampsiju, što je zahtevalo rođenje carskim rezom. Veći blizanac napustio je bolnicu krajem decembra, dok je manji ostao na lečenju do 10. februara 2005. godine, kada je  težina novorođenčeta porasla na 1,18 kg (2,6 lb).  Generalno zdravi, blizanci su morali da se podvrgnu laserskoj operaciji oka da bi ispravili probleme sa vidom, što je uobičajena pojava kod nedonoščadi.
U maju 2019. godine, bolnica za žene i novorođenčad Sharp Mari Birch u San Dijegu objavila je da je beba sa nadimkom „Saibie“ otpuštena skoro pet meseci nakon što je rođena u 23 nedelji trudnoće i teška 244 grama (8,6 oz). Podatke za  Saibie je potvrdio dr Edvard Bell sa Univerziteta u Ajovi, koji vodi Registar najsitnijih beba, kao novu najmanju preživelu nedonoščad u tom registru.
Najmanji nedonoščad na svetu koji je preživeo rođen je u februaru 2009. godine u dečijim bolnicama i klinikama u Minesoti u Minneapolisu u državi Minesota, Sjedinjene Američke Države. Jonathon Vhitehill rođen je u trudnoći od 25 nedelja sa težinom od 310 grama. Pet meseci je bio hospitalizovan u neonatalnoj jedinici intenzivne nege, a zatim otpušten.
Istorijske ličnosti koje su rođene pre vremena uključuju:
- Johanesa Keplera (rođen 1571. u sedmomesečnoj trudnoći),
- Isaka Njutna (rođenog 1642., dovoljno malog da stane u kvartalnu šolju, prema rečima njegove majke),
- Vinstona Churchilla (rođenog 1874. meseci gestacije)
- Annu Pavlovnu (rođena 1885. godine sa sedam meseci gestacije).

### Efekat pandemije koronavirusa
Tokom pandemije kovida19, u mnogim zemljama je zabeležen drastičan pad stope prevremenih porođaja, koji se kretao od smanjenja od 20% do pada od 90% u najkrupnijim slučajevima. 
Studije u Irskoj i Danskoj prvi su primetile fenomen, a potvrđen je i drugde. Ne postoji univerzalno prihvaćeno objašnjenje za ovaj pad od avgusta 2020. godine. Hipoteze uključuju dodatni odmor i podršku budućim majkama da ostanu kod kuće, manje zagađenja vazduha zbog isključenja i smanjenih isparenja automobila i smanjenu verovatnoću zaraze drugim bolestima i virusima uopšte zbog višemesečne fizičke izolacije.

## Etiologija
Prevremeni porođaj je porođaj uzrokovan  brojnim etiološkim faktorima, socioekonomskim, maternalnim i fetalnim, koji su veoma česti. Razvoj terapije tokoliticima nije bitno izmenio incidencu prevremenog rađanja. Ovaj perinatološki problem još uvek je ostao jedan od onih nerešenih i nerazjašnjenih problema u perinatalnoj medicini.   
U poslednjih dvadeset godina je napravljen veoma mali napredak u tretmanu i prevenciji preterminskih porođaja. Jedan od najvažnijih razloga za ovu činjenicu je nedovoljno poznavanje molekularnih mehanizama inicijacije i razvijanja preterminskog porođaja. Novi koncepti shvatanja preterminskog porođaja polazi sa stanovišta da se radi o veoma heterogenoj pojavi sa velikim brojem potencijalnih inicijacionih faktora. Kao rezultat ovih razmatranja proizišle su i prve ideje o ulozi imunskih faktora u mehanizmima preterminskog i terminskog porođaja.   

#### Uloga citokini u zapaljenskoj reakciji
Zapaljenjski odgovor imunskog sistema sastoji se iz četiri faze:
- faza inicijacije,
- faza privlačenja (eng. attraction) imunokompetentnih ćelija,
- faza imunomodulacije,
- faza inhibicije.

Pod uticajem biološkog, fizičkog ili hemijskog agensa, oštećene ćelije luče citokine IL-1 i TNF-a koji imaju pirogeno dejstvo, aktiviraju endotelne ćelije i angiogenetske procese, posreduju u razvijanju šoka, stimulišu proliferaciju fibroblasta, aktiviraju inducibilnu ciklooksigenazu tip 2 (COX-2) čime podstiču sintezu prostaglandina i posreduju u hemotaksi imunskih ćelija.
Jedna od kljucnih uloga IL-1 i TNF-a je stimulacija sinteze i sekrecije hemoatraktanasa (malih citokina nazvanih C-X-C i C-C hemokini). U ovom procesu učestvuju IL-10 i mnogi drugi molekuli sposobni da privuku i aktiviraju neutrofilne leukocite. Hemokini iz grupe C-C uključuju i makrofagalni inflamatorni protein-1a (MIP-1a) i MIP-1b, kao i tzv. RANTES medijatore privlačenja i aktivacije T limfocita. 
Sinteza i sekrecija svih hemoatraktanata i aktivatora monocita, makrofaga, granulocita i limfocita se događa veoma brzo nakon pojavljivanja IL-1 i TNF-a u koncentracijama koje su veće od fizioloških (bazalnih).
Sva navedena molekularna događanja se u početku odvijaju u određenoj mikrosredini koja ne zahvata veliki broj ćelija, da bi se konačna reakcija završila kao fokalna uz mogućnost generalizovanja, što naravno zavisi od mnogih faktora i trenutnih okolnosti koje se tiču samog agensa koji inicira reakciju, odbrambenih snaga organizma i trenutnog stanja imunoreaktivnosti koje je u vezi sa prethodnim aktivacijama imunskog sistema.
Nekoliko sati posle početka zapaljanjske reakcije počinje sekrecija imunomodulatornog citokina IL-6. Ovaj citokin ima različite funkcije u zavisnosti od mesta akcije i već postojeće mikrosredinske citokinske mreže. U svakom slučaju, IL-6 deluje kao faktor rasta u odnosu na B limfocite, stimuliše sintezu i sekreciju antitela i aktivira T limfocite.
Ostali citokini slični IL-6 kao sto su LIF, OSM i IL-11 imaju slične efekte kao IL-6. Ovo je faza imunomodulacije, odnosno faza koja prethodi smirivanju inflamatorne reakcije. Trajanje imunomodulatorne faze i njeni konačni efekti zavise od samih faktora inicijacije inflamatorne reakcije. Imunomodulatorna faza može da traje veoma kratko ili veoma dugo u zavisnosti od toga da li je primarni agens eliminisan ili nije. Ostvarivanje završnih efekti imunomodulatorne faze su smirivanje reakcije i imunosupresija aktiviranih ćelija takođe zavise od prisustva i aktivnosti primarnog inicijatora zapaljenjske reakcije. 
Poslednja, imunosupresivna faza zapaljenjske reakcije posredovana je citokinima IL-10, IL-4 i TGF-b1,2 i 3. IL-10 je citokin koji inhibise sintezu i sekreciju svih citokina i na taj nacin doprinosi smirivanju zapaljenjske reakcije. IL-4 i TGF-b imaju imunosupresivne efekte na T i B limfocite, kao i stimulatorne efekte na proces fibroze postzapaljenjskog fokusa.

### Faktori rizika
Tačan uzrok prevremenog porođaja teško je utvrditi i možda je višefaktorijalni.  Porođaj je složen proces koji uključuje mnogo faktora. Utvrđena su četiri različita puta koja mogu rezultirati prevremenim porođajem i imaju značajne dokaze: prezgodnja fetalna endokrina aktivacija, prekomerno širenje maternice (abrupcija posteljice), decidualno krvarenje i intrauterina upala / infekcija.
Identifikovanje žena sa visokim rizikom od ranog porođaja omogućilo bi zdravstvenim službama da pružaju specijalizovanu negu za te žene kako bi odložile porod ili se uverile da su na najboljem mestu za porođaj (na primer bolnica sa posebnom negom za bebe). Kao mogući način identifikovanja ovih žena predloženi su sistemi ocenjivanja rizika. Međutim, u ovoj oblasti nema istraživanja, pa nije jasno da li bi sistemi ocenjivanja rizika produžili trudnoću i smanjili broj prevremenih porođaja ili ne.

#### Materinski faktori
Utvrđeni su brojni faktori koji su povezani sa većim rizikom od prevremenog porođaja, poput mlađe od 18 godina, i BMI majke.
| Faktor rizika                           | Relativni rizik | 95% interval poverenja |
| --------------------------------------- | --------------- | ---------------------- |
| Fetalni fibronektin                     | 4.0             | 2.9–5.5                |
| Kratka dužina grlića materice           | 2.9             | 2.1–3.9                |
| Infekcija hlamidijom                    | 2.2             | 1.0–4.8                |
| Nizak socijalno-ekonomski status        | 1.9             | 1.7–2.2                |
| Povećanje telesne težine u trudnoći     | 1.8             | 1.5–2.3                |
| Niska majčina visina                    | 1.8             | 1.3–2.5                |
| Periodontitis                           | 1.6             | 1.1–2.3                |
| Celijakija                              | 1.4             | 1.2–1.6                |
| Asimptomatska bakteriurija              | 1.1             | 0.8–1.5                |
| Visok ili nizak BMI                     | 0.96            | 0.66–1.4               |
|                                         | Odnos kvota     |                        |
| Istorija spontanog prevremenog porođaja | 3.6             | 3.2–4.0                |
| Bakterijska vaginoza                    | 2.2             | 1.5–3.1                |
| Crna nacionalnost / rasa                | 2.0             | 1.8–2.2                |
| Filipinsko poreklo                      | 1.7             | 1.5–2.1                |
| Neželjena trudnoća:1                    | 1.5             | 1.41-1.61              |
| Neželjena trudnoća:1                    | 1.31            | 1.09-1.58              |
| Živi sama/nije u braku                  | 1.2             | 1.03–1.28              |

Crna rasa
U Sjedinjenim Američkim Državama i Velikoj Britaniji, crnkinje imaju učestaliju pojavu prevremenog rođenja od 15% do18%, više nego dvostruko od one kod  bele populacije. Mnoge crnke imaju višu stopu prevremenog rođenja zbog više faktora, ali najčešći je visok nivo hroničnog stresa, koji na kraju može dovesti do prevremenog porođaja.
Hronična bolest odraslih nije uvek slučaj sa prevremenim porođajem kod žena crnkinja, što čini glavni faktor prevremenog porođaja izazovnim za identifikaciju. 
Filipinci su takođe izloženi velikom riziku od prevremenog porođaja, a veruje se da je gotovo 11–15% Filipinaca rođenih u SAD (u poređenju sa ostalim Azijatima sa 7,6% i belcima sa 7,8%) preuranjeno.   Iako su Filipinci sa velikim faktorima rizika, Filipini su na 8. mesto na svetu po prevremenim porođajima, i jedina neafrička država u prvih 10. Ova razlika se ne vidi u poređenju sa drugim azijskim grupama ili hispanskim imigrantima i ostaje neobjašnjiva.
Starost trudnoće
Interval trudnoće pravi razliku jer žene koje imaju trudnoću staru  šest meseci ili manje  imaju dvostruko povećanje prevremenog porođaja.
Vrsta posla
Studije o vrsti posla i fizičkoj aktivnosti dale su oprečne rezultate, ali smatra se da su stresni uslovi, naporan rad, noćni rad verovatno povezani sa prevremenim porođajem. 
Spontani i namerni pobačaji
Istorija spontanog pobačaja ili hirurškog pobačaja povezana je sa malim povećanjem rizika od prevremenog porođaja, i sa povećanim rizikom kod žena sa većim brojem pobačaja, mada nije jasno da li je to povećanje uzrokovano abortusom ili zbunjujući faktori rizika (npr. socioekonomski status).  Povećani rizik nije primećen kod žena koje su na medicinski način  trudnoću prekinule.  Neželjene ili neplanirane trudnoće takođe su faktor rizika za prevremeno rođenje deteta.
Ishrana
Odgovarajuća ishrana majke je jako važna. Žene sa niskim BMI su u povećanom riziku od prevremenog porođaja. Dalje, žene sa lošim prehrambenim statusom takođe mogu imati nedostatak vitamina i minerala. Odgovarajuća ishrana je presudna za razvoj fetusa, a dijeta sa malo zasićenih masti i holesterola može pomoći u smanjenju rizika od prevremenog porođaja.
Gojaznost ne dovodi direktno do prevremenog porođaja, međutim, ona je povezana sa dijabetesom i hipertenzijom koji su sami po sebi faktori rizika.
Trendovi porasta povećane telesne težine (indeks telesne mase 25,0 – 29,9) i debljine (indeks tjelesne mase ≥ 30,0) se konstatuje i kod trudnica kao i kod drugih populacijskih grupa. Podaci o telesnoj težini žena pre trudnoće se ne mogu dobiti iz rutinske zdravstvene statistike većine evropskih zemalja, jer ih je samo 12 od 31 zemlje moglo dostaviti. Prema ovim pokazateljima  Hrvatska, zajedno s Austrijom i Slovenijom, je među zemljama s manje od 30% majki s povećanom težinom i debljinom, dok neke od zemalja već imaju više od 50% trudnica s povećanom težinom i debljinom.
Izlaganje toploti
Preterano izlaganje toploti takođe povećava rizik od prevremenog porođaja, što se dešava u oko 25.000 trudnoća godišnje.
Celijakija
Žene sa celijakijom imaju povećan rizik od razvoja prevremenog porođaja.   Rizik od prevremenog porođaja veći je kada celijakija ostane nedijagnostikovana i ne leči se.
Bračno stanje
Bračno stanje povezano je sa rizikom od prevremenog porođaja. Studija sprovedan kod  25.373 trudnoća u Finskoj otkrila je da su neudate majke imale više prevremenih porođaja od udatih majki (P = 0,001). Trudnoća van braka bila je u celosti povezana sa povećanjem ukupnih negativnih ishoda za 20%, čak i u vreme kada je Finska pružala besplatnu porodiljsku negu. Studija u Kvebeku na 720.586 rođenih od 1990. do 1997. otkrila je manji rizik od prevremenog porođaja za novorođenčad sa zakonito venčanim majkama u poređenju sa onima sa vanbračnim roditeljima.
Nasleđe
Genetička osnova je faktor uzročnosti prevremenog porođaja. Genetika je bila glavni faktor zašto Filipinci imaju visok rizik od prevremenog porođaja, jer Filipinci imaju veliku prevalenciju mutacija koje im pomažu da budu predisponirani na prevremene porođaje. Iako je dokazan  povećan  rizik  od prevremenog porođaja unutar i između generacija, nije identifikovan nijedan gen.
Subfebrilnost
Subfertilnost je povezana sa prevremenim porođajem. Parovi koji su pokušali duže od jedne godine naspram onih koji su pokušali manje od jedne godine pre nego što su postigli spontano začeće, imaju prilagođeni odnos šansi od 1,35 (95% interval poverenja 1,22-1,50) za nastanak prevremenog porođaja.
Trudnoća posle vantelesne oplodnje imaju veći rizik od prevremenog porođaja od spontanog začeća nakon više od 1 godine pokušaja, sa prilagođenim odnosom šansi od 1,55 (95% CI 1,30-1,85).
Čini se da izlaganje toploti takođe povećava rizik od prevremenog porođaja, s tim što se to dešava u oko 25.000 trudnoća godišnje.

#### Faktori nastali tokom trudnoće
Zagađenje vazduha
Zagađenje vazduha povećava rizik od prevremenog porođaja.  Jedna studija pripisala je zagađenju vazduha 18% prevremeno rođenih u svetu. Zemlje sa prevremenim porođajima povezanim sa najvećim zagađenjem vazduha bile su u Južnoj i Istočnoj Aziji, na Bliskom Istoku, u Severnoj Africi i u zapadnoj podsaharskoj Africi. Život u području sa visokom koncentracijom zagađenja vazduha glavni je faktor rizika, uključujući život u blizini glavnih puteva ili autoputeva gde su emisije vozila velike zbog zagušenja saobraćaja ili su put za dizel kamione koji imaju tendenciju da emituju više zagađenja.
Upotreba lekova i medicinska stanja
Upotreba lekova za plodnost koji stimuliše jajnik da oslobodi više jajašaca i vantelesne oplodnje sa embrionim prenosom više embriona implicirana je kao važan faktor u prevremenom porođaju. Medicinska stanja majki povećavaju rizik od prevremenog porođaja. Često se porod mora indukovati iz medicinskih razloga; takvi uslovi uključuju visok krvni pritisak,  preeklampsiju, dijabetes majke, astmu, bolesti štitne žlezde i bolesti srca.
U velikom broju žena anatomski problemi sprečavaju bebu da se pravilno nosi. Neke žene imaju slab ili kratak grlić materice, (najjači prediktor prevremenog porođaja).
Žene sa vaginalnim krvarenjem tokom trudnoće imaju veći rizik od prevremenog porođaja. Iako krvarenje u trećem tromesečju može biti znak precentne placente ili odbacivanja posteljice - stanja koja se često javljaju preuranjeno - čak i ranija krvarenja koja nisu prouzrokovana ovim uslovima povezana su sa većom stopom prevremeno rođenih.  Žene sa abnormalnim količinama plodne vode, bilo previše (polihidramnios) ili premalo (oligohidramnios), takođe su u riziku. Mentalni status žena je od značaja. Anksioznost,   i depresija povezani su sa prevremenim porođajem.
Bebe sa urođenim oštećenjima imaju veći rizik od   prevremenog rođenja.
Zloupotreba duvana i psihoaktivnih supstanci
Upotreba duvana, kokaina i prekomernog alkohola tokom trudnoće povećava šansu za prevremeno rođenje. Duvan je najčešće zloupotrebljavani agens tokom trudnoće i značajno doprinosi isporuci male telesne težine.
Pasivno pušenje i / ili pušenje pre trudnoće utiče na verovatnoću prevremenog porođaja. Svetska zdravstvena organizacija objavila je međunarodnu studiju o štetnosti duvana na trudnice u martu 2014. godine.
Ostali faktori
Prisustvo antitiroidnih antitela povezano je sa povećanim rizikom od prevremenog porođaja sa odnosom šansi od 1,9 i intervalom poverenja od 95% od 1,1–3,5.
Sistematski pregled 2004. godine iz 30 studija o povezanosti između nasilja nad intimnim partnerom i ishoda rođenja zaključio je da su prevremeni porođaji i drugi štetni ishodi, uključujući smrt, veći kod zlostavljanih trudnica nego kod žena koje nisu zlostavljane.
Pokazalo se da nigerijska kulturna metoda trbušne masaže u 19% slučajeva može biti uzrok prevremenog porođaja među ženama u Nigeriji (sa mnogim drugim negativnim ishodima za majku i bebu).  Ovo ne treba mešati sa masažom koju izvodi potpuno obučeni i licencirani masažni terapeut ili značajni drugi ljudi koji su obučeni za pružanje masaže tokom trudnoće, jer je ona pokazala brojne pozitivne rezultate tokom trudnoće, uključujući smanjenje prevremenog porođaja, manje depresije, niže kortizola i smanjenu anksioznost.

#### Infekcija
Učestalost infekcije pri prevremenom porođaju obrnuto je povezana sa gestacionim periodom. Infekcija Micoplasma genitalium povezana je sa povećanim rizikom od prevremenog porođaja i spontanog pobačaja.
Infektivni mikroorganizmi mogu biti, hematogeni, jatrogeni izazvani medicinskim postupkom ili retrogradni kroz jajovode. Iz decidua mikroorganizmi mogu doći do prostora između amniona i horiona, amnionske tečnosti i fetusa. Horioamnionitis takođe može dovesti do sepse majke. Fetalna infekcija povezana je sa prevremenim porođajem i sa značajnim dugoročnim hendikepom, uključujući i cerebralnu paralizu.
Prema istraživanjima utvrđeno  je da se asimptomatska kolonizacija decidue javlja kod do 70% žena u terminu porođaja koristeći DNK sondu, što ukazuje da prisustvo mikroorganizma  može biti i nedovoljno za pokretanje infektivnog odgovora.
Kako je stanje češće kod žena crne rase u SAD-u i Velikoj Britaniji, predloženo je da infekcija objašnjenje za veću stopu prevremenog porođaja u ovim populacijama. Smatra se da bakterijska vaginoza pre ili tokom trudnoće može uticati na decidualni inflamatorni odgovor koji dovodi do prevremenog porođaja. Stanje poznato kao aerobni vaginitis može biti ozbiljan faktor rizika za prevremeni porod; nekoliko prethodnih studija nije uspelo da uoči razliku između aerobnog vaginitisa i bakterijske vaginoze, što može objasniti neke kontradiktornosti u rezultatima.
Nelečene infekcije gljivicama u trudnoći povezane su sa prevremenim porođajem.
Pregled profilaktičkih antibiotika (datih radi sprečavanja infekcije) u drugom i trećem tromesečju trudnoće (13–42 nedelje trudnoće) utvrdio je smanjenje broja prevremenih porođaja kod žena sa bakterijskom vaginozom. Ovi antibiotici su takođe smanjili broj pucanja posteljice pre porođaja i u celodnevnoj trudnoći, smanjili rizik od infekcije sluznice materice nakon porođaja (endometritis) i stope gonokokne infekcije. Međutim, žene bez bakterijske vaginoze nisu imale nikakvog smanjenja prevremenih porođaja ili prevremenih promena pre porođaja. Većina istraživanja obuhvaćenih ovim pregledom izgubila je učesnike tokom praćenja, pa nisu prijavila dugoročne efekte antibiotika na majke ili bebe. Potrebno je više istraživanja u ovoj oblasti kako bi se pronašli puni efekti davanja antibiotika tokom drugog i trećeg tromesečja trudnoće.
Brojne bakterijske infekcije majke povezane su sa prevremenim porođajem, uključujući pijelonefritis, asimptomatsku bakteriuriju, upalu pluća i slepog creva. Pregled davanja antibiotika u trudnoći zbog asimptomatske bakteriurije (infekcije urina bez simptoma) utvrdio je da je istraživanje bilo vrlo niskog kvaliteta, ali da je ukazalo na to da je uzimanje antibiotika smanjilo broj prevremeno rođenih i beba sa malom porođajnom težinom.
Drugi pregled je otkrio da se jedna doza antibiotika ne čini toliko efikasnom kao kura antibiotika, ali je manje žena prijavilo neželjene efekte jedne doze.   Ovaj pregled je preporučio da je potrebno više istraživanja kako bi se otkrio najbolji način lečenja asimptomatske bakteriurije.
Drugačiji pregled je otkrio da su se prevremeni porođaji manje događali kod trudnica koje su imale rutinsko testiranje na infekcije niskog genitalnog trakta, nego kod žena koje su testiranje vršile tek kada su pokazale simptome infekcije donjeg genitalnog trakta.  Žene koje se rutinski testiraju takođe su rodile manje beba sa malom porođajnom težinom. Iako ovi rezultati izgledaju obećavajuće, pregled se zasnivao samo na jednoj studiji, pa je potrebno više istraživanja rutinskog pregleda na infekcije niskih genitalnih puteva.
Takođe se više puta pokazalo da je parodontalna bolest povezana sa prevremenim porođajem.  Suprotno tome, virusne infekcije, ukoliko nisu praćene značajnim febrilnim odgovorom, smatraju se glavnim faktorom u odnosu na prevremeno rođenje.

#### Genetska predispozicija
Veruje se da postoji genetska komponenta majke u prevremenom rođenju.   Procenjena naslednost vremena rođenja kod žena bila je 34%. Međutim, pojava prevremenog porođaja u porodicama ne sledi jasan obrazac nasleđivanja, podržavajući tako ideju da je prevremeno rođenje nemendelovsko svojstvo sa poligenskom prirodom.
Direktna veza za sada nije otkrivena. Ukoliko je majka imala prevremene porođaje, to ne znači da će ih imati i ćerka. Znači, do sada nisu pronađeni čvrsti dokazi da se nasleđuje sklonost ka prevremenom rađanju. Međutim, mnoge stvari ukazuju na moguću vezu. Direktna veza za sada nije otkrivena. Ukoliko je majka imala prevremene porođaje, to ne znači da će ih imati i ćerka. Znači, do sada nisu pronađeni čvrsti dokazi da se nasleđuje sklonost ka prevremenom rađanju. Međutim, mnoge stvari ukazuju na moguću vezu.
Kako je jedna trećina svih prevremenih porođaja je u uzročnoj vezi sa nastankom infekcije materice, najnovija istraživanja su ukazala da, ukoliko majka ima gen koji izaziva sklonost ka infekciji, tu sklonost može asledi i plod koji nosi. U tom slučaju raste opasnost od preranog porođaja. Izolovana je i DNK koja izaziva sklonost ka infekciji – koja može da bude okidač za prevremene trudove. Ovo otkriće predstavlja novo oruđe i moguću primenu u „personalizovanoj medicini“. Na taj način može se unapred odrediti rizik za svaku trudnicu pojedinačno. Takođe, može da se deluje svim sredstvima kako ne bi došlo do prevremenog porođaja.

#### Prerano rođenje nakon imunizacije: šta je poznato u literaturi?
Trudnice imaju povećan rizik od morbiditeta i mortaliteta i nepovoljnih ishoda trudnoće, uključujući prijevremeni porod, zbog bolesti koje se mogu sprečiti vakcinom. Vakcinacija u trudnoći priznata je preventivna mera za zaštitu majke, fetusa i novorođenčeta. 
Do 1960-tih, vakcine protiv poliomijelitisa, gripe, difterije i tetanus toksoida, rutinski su se primjenjivale trudnicama u programima imunizacije majki. Studije u raznim razvijenim okruženjima nisu otkrile povećanje štetnih posljedica za majku ili fetus kod vakcinisanih žena. Međutim, katastrofa teratogenosti talidomida kod trudnica rezultirala je širokom zabrinutošću zbog bezbedne upotrebe svih lekova u trudnoći, uključujući i vakcine. Tada se preporučilo da se vakcine ne daju samo u trećem tromjesečju trudnoće kako bi se spriečilo pripisivanje rizika teratogenosti, kao i da bi se minimalizirao potencijalni rizik u toku normalne gestacije, kao što je indukcija prevremenog porođaja
Tokom poslednjih decenija, daljim razvojem sigurnih i imunogenih vakcina, kao i poboljšanom sposobnošću istraživanja skupova podataka o ishodu trudnoće, tekuće studije pružale su važne informacije o sigurnosti vakcina. Imunizacija inaktiviranim vakcinama i toksoidima tokom trudnoće nije povezana sa povećanim rizikom za majku ili bebu. Opsežna upotreba tetanusnog toksoida (TT) i tetanusne difterije (Td) kod trudnica, u prevenciji tetanusa novorođenčadi, nije pokazala klinički značajne neželjene događaje i neželjene ishode trudnoće kod žena koje su dobile tetanus, difteriju, vakcinacijom tokom trudnoće.
Američki sajetodavni komitet za imunizacijske prakse (ACIP) 2012. godine ažurirao je svoje preporuke pružateljima usluga prenatalne njege za primjenu Tdap programa imunizacije za sve trudnice kako bi se smanjio teret pertusisa kod novorođenčadi. Njegova preporuka je za upotrebu u svakoj trudnoći. Slično tome, u oktobru 2012. godine, Ministarstvo zdravstva Ujedinjenog Kraljevstva preporučilo je privremeni Tdap program u trudnoći kao odgovor na izbijanje bolesti. Promatračka kohortna studija koja je povezala više od 20.000 vakcinisanih žena s ishodima trudnoće nije pokazala porast mrtvorođenih ili druge velike komplikacije, uključujući prevremeni porođaj. Imunizacija trudnica sa inaktiviranim trovalentnim cepivom protiv gripa također se preporučuje i odobrava više od jedne decenije, a ne pokazuje porast neželjenih događaja. Trudnice koje su primile vakcinu protiv gripa H1N1 tokom pandemije gripe H1N1 2009. godine, u stvari su imale manje šanse za prerano rođenje.
Živa virusna vakcina, poput ospica, zauški, rubeole (MMR); varičela; intranazalna, atenuirani grip; , žute groznice i BCG su kontraindikovane i ne preporučuju se tokom trudnoće, uz teoretski rizik da bi se virus iz vakcine mogao preneti na fetus. Praćenje nenamjernog vakcinisanja trudnica sa živim vakcinama nije pokazalo značajne štetne učinke, ali ovi ograničeni podaci nisu bili dovoljni za promenu preporuka. Mada neki epidemiolozi smatraju da treba pri donošenju odluke za vakcinaciju trudnica, treba uzeti u obzir korist za majku i novorođenče.

## Dijagnoza

### Placentalni alfa mikroglobulin-1
(PAMG-1) bio je predmet nekoliko istraživanja koja su procenjivale njegovu sposobnost predviđanja neposrednog spontanog prevremenog porođaja kod žena sa znacima, simptomima ili pritužbama koje upuuju na mogučnost prevremenog porođaja. U jednom istraživanju koje je upoređivala ovaj test sa ispitivanjem fetalnog fibronektina i merilo dužine grlića materice putem transvaginalnog ultrazvuka, za PAMG-1 (komercijalno poznat kao PartoSure test) zabeleženo je da je jedini najbolji prediktor neposredne spontanog rađanja, period u roku od 7 dana od kada pacijentica dobije znake, simptome ili se žali na prevremeni porođaj. Konkretno, PPV, odnosno pozitivna prediktivna vrednost testova bila je 76%, 29% i 30% za PAMG-1, fFN i CL, respektivno (P <0,01).

### Fetalni fibronektin
Fetalni fibronektin (fFN) postao je važan biomarker - prisustvo ovog glikoproteina u cervikalnom ili vaginalnom sekretu ukazuje na to da je poremećena granica između horiona i decidua. Pozitivan test ukazuje na povećan rizik od prevremenog porođaja, a negativni test ima visoku prediktivnu vrednost.  Pokazalo se da je samo 1% žena u spornim slučajevima prevremenog porođaja rođeno u narednih nedelju dana kada je test bio negativan.

### Ultrazvuk
Akušerski ultrazvuk postao je koristan u proceni stanja grlića materice kod žena u riziku od prevremenog porođaja. 
Prevremeno otvoren i kratak grlić materice je nepoželjan. Dužina grlića materice manja od 25 mm u ili pre 24 nedelje gestacione starosti je najčešća definicija disfunkcije  grlića materice.

### Klasifikacija
Kod ljudi  je uobičajena definicija prevremenog porođaja rođenje pre gestacione starosti od 37 nedelja.  U normalnom ljudskom fetusu, nekoliko organskih sistema sazreva između 34 i 37 nedelja, a fetus dostiže odgovarajuću zrelost do kraja ovog perioda.  
Jedan od glavnih organa na koji preuranjeno rođenje najviše utiče su pluća. Pluća su jedan od poslednjih organa koji sazrevaju u materici; zbog toga mnoga nedonoščad provode prve dane i nedelje svog života na ventilatorima. 
Stoga postoji značajno preklapanje između prevremenog rođenja i nedonoščadi. Prevremeno rođene bebe su prevremeno rođene, a donošene bebe su zrele bebe. Prevremeno rođene bebe, rođene blizu 37. nedelje  gestacije, često nemaju problema u vezi sa nedonošenošću ako su im pluća razvila adekvatno surfaktant, koji omogućava plućima da ostanu proširena između udisaja. Posledice kod nedonoščadi zbog nedostatka surfakanta mogu se smanjiti u maloj meri upotrebom lekova za ubrzanje sazrevanja fetusa, a u većoj meri sprečavanjem prevremenog porođaja.

## Klinička slika
Prevremeno rođenje može se izazvati indukovanjem ili se može dogoditi spontano. Prevremeni porođaji mogu da izazovu čitav niz problema.
Glavne kategorije uzroka prevremenog porođaja su indukcija prevremenog porođaja i spontani prevremeni porod. Znaci i simptomi prevremenog porođaja uključuju četiri ili više kontrakcija materice u jednom satu. Za razliku od lažnog porođaja, istinski porod prati širenje grlića materice i isticanje. Takođe, vaginalno krvarenje u trećem tromesečju, snažni pritisak u karlici ili bolovi u trbuhu ili leđima mogu biti pokazatelji da će se dogoditi prijevremeni porod. Vodeni iscedak iz vagine može ukazivati na prerano pucanje membrana koje okružuju bebu. Iako puknuće membrane možda neće biti praćeno trudom, obično je porođaj naznačen jer je infekcija (horioamnionitis) ozbiljna pretnja i za plod i za majku. U nekim slučajevima, grlić materice se prerano širi bez bolova i opaženih kontrakcija, tako da majka možda neće imati znakove upozorenja sve do kasnih rođenja.
Praćenje  stanja materice  u kućnim uslovima za otkrivanje kontrakcija i mogućih prevremenih porođaja kod žena sa većim rizikom od prevremeno rođene bebe pokazao je da to nije smanjilo broj prevremenih porođaja.  Istraživanje obuhvaćeno pregledom bilo je lošeg kvaliteta, ali je pokazalo da nadgledanje kuće može povećati broj neplaniranih antenatalnih poseta i može smanjiti broj beba primljenih na posebnu negu u poređenju sa ženama koje primaju normalnu antenatalnu negu. 

## Terapija majke i neonatalna nega
U prvim danima života prevremeno rođena beba ima nezreo sistem regulacije temperature tela. Bez podešavanja temperature spoljne sredine ne može da održava normalnu telesnu temperaturu. U inkubatoru se lakše podešava temperatura i vlažnost spoljne sredine. Inkubator predstavlja izolovanu sredinu i na taj način štiti bebu od mogućih infekcija. Dakle, inkubator obezbeđuje najbolje moguće okruženje za negu nezrele i bolesne novorođenčadi.
Bebe su smeštene u inkubatore, u kojima leže uglavnom gole ili imaju pelenu za jednokratnu upotrebu. Sa njima se komunicira preko specijalnih otvora za ruke. Razne cevke, elektrode, kablovi od bebe do monitora, boca za ishranu i ostali aparati koji obezbeđuju vitalne funkcije, služe za uzimanje analiza krvi i merenje važnih parametara (temperature, pulsa, krvnog pritiska, zasićenosti krvi kiseonikom, količine mokraće, itd.)… mogu da deluju zastrašujuće, ali su zaista potrebni.
Veliki broj beba je osvetljen plavom svetlošću određene talasne dužine (fototerapija), koja smanjuje nivo žutog pigmenta u krvi. One imaju specijalnu zaštitu za oči.

### Medicinske procedure
Oko 75% od skoro miliona smrtnih slučajeva zbog prevremenih porođaja preživelo bi ako se obezbedi toplota, dojenje, lečenje infekcija i podrška disanju.   Ako beba ima srčani zastoj pri rođenju i pre 23 nedelje ili manje od 400 g, pokušaji reanimacije nisu naznačeni.
Tercijarne intervencije usmerene su na žene:
- koje će uskoro započeti porođaj
- sa puknutim vodenjakom
- prevremenim trudovima.

Upotreba fibronektinskog testa i ultrasonografije poboljšava dijagnostičku tačnost i smanjuje lažno pozitivnu dijagnozu. Iako tretmani za zaustavljanje ranog porođaja (tamo gde postoji progresivna dilatacija i uklanjanje grlića materice) neće biti efikasna da bi se dobilo dovoljno vremena da se fetusu omogući dalji rast i sazrevanje,  može se donekle odložiti porođaj i u dovoljnoj meri  mogući majci da se dovede u specijalizovani centar koji je opremljen i  osobljem za obavljanje prevremenih porođaja.   U bolničkim uslovima žene se odmah hidriraju intravenskom infuzijom (jer dehidracija može dovesti do preuranjenih kontrakcija materice).

#### Steroidi
Nedonoščad mogu imati nerazvijena pluća jer još uvek ne proizvode sopstveni surfaktant. To može dovesti do sindroma respiratornog distresa, takođe nazvanog hijalinska membranska bolest, kod novorođenčeta. Da bi se pokušalo  smanje rizik od ovog ishoda, trudnicama koje prete prevremenim porođajem pre 34 nedelje često se daje najmanje jedna kura glukokortikoida, steroida koji prelazi placentnu barijeru i stimuliše proizvodnju surfaktanta u plućima bebe.  
Korišćenje steroida do 37 nedelja takođe preporučuje Američki kongres akušera i ginekologa.  Tipični glukokortikoidi koji bi se primenjivali u ovom kontekstu su betametazon ili deksametazon, kada trudnoća dostigne održivost u 23. nedelji.
U slučajevima kada prerano rođenje predstoji, metoda spasavanja steroida može se primeniti 12 do 24 sata pre očekivanog porođaja. Još uvek postoje neke zabrinutosti oko efikasnosti i neželjenih efekata drugog kursa steroida, ali posledice RDS-a su toliko ozbiljne da se drugi kurs često smatra vrednim rizika. Pregled Cochrane-a iz 2015. godine podržava upotrebu ponovljenih doza prenatalnih kortikosteroida za žene koje još uvek rizikuju od prevremenog porođaja sedam dana ili više nakon početnog kursa.
Cochrane-ov pregled iz 2020. godine preporučuje upotrebu jednog kursa antenatalnih kortikosteroida za ubrzanje sazrevanja pluća fetusa kod žena sa rizikom od prevremenog porođaja. Lečenje antenatalnim kortikosteroidima smanjuje rizik od perinatalne smrti, novorođenčadi i respiratornog distres sindroma i verovatno smanjuje rizik od IVH.
Zabrinutost zbog štetnih efekata prenatalnih kortikosteroida uključuje povećani rizik od infekcije majke, poteškoće sa kontrolom šećerne bolesti i moguće dugoročne efekte kod novorođenčadi , poput narušenog ishode neurorazvoja. U toku je rasprava o tome kada treba davati steroide (npr. samo antenatalno ili postnatalno) i koliko dugo (jedan kurs ili ponovljena primena). Uprkos ovim nepoznanicama, postoji konsenzus da koristi od jednog kursa prenatalnih glukokortikosteroida uveliko premašuju potencijalne rizike.  

#### Antibiotici
Rutinsko davanje antibiotika svim ženama sa pretnjom prevremenog porođaja smanjuje rizik od zaraze deteta streptokokom grupe B i pokazalo se da smanjuje povezane stope smrtnosti.
Kada membrane prerano puknu, akušersko lečenje traži razvoj porođaja i zbog mogućih  znakova infekcije. Pokazalo se da profilaktička primena antibiotika produžava trudnoću i smanjuje neonatalni morbiditet sa rupturom membrane za manje od 34 nedelje.  Zbog moguće pojave nekrotizujućeg enterokolitisa preporučuju se amoksicilin ili eritromicin, ali ne i amoksicilin + klavulanska kiselina (ko-amoksiklav).

#### Tokoliza
Brojni lekovi mogu biti korisni za odlaganje porođaja, uključujući: 
- nesteroidne antiinflamatorne lekove,
- blokatore kalcijumovih kanala,
- beta mimetike i atosiban.[163]

Tokoliza retko odlaže porođaj duže od 24–48 sati. Ovo kašnjenje, međutim, može biti dovoljno da trudnici omogući premeštaj u centar specijalizovan za upravljanje prevremenim porođajima i davanje primenjenih kortikosteroida radi smanjenja nezrelosti novorođenčadi. 
Meta-analize pokazuju da blokatori kalcijumovih kanala i antagonist oksitocina mogu odložiti porođaj za 2–7 dana, a b2-agonistički lekovi  za 48 sati, ali imaju više neželjenih efekata. 
Čini se da magnezijum sulfat nije koristan za sprečavanje prevremenog porođaja,   ali njegova upotreba pre porođaja smanjuje rizik od cerebralne paralize.

#### Način porođaja
Rutinska upotreba carskog reza za rani porod novorođenčadi za koju se očekuje da imaju vrlo malu porođajnu težinu je kontroverzna, a odluka koja se odnosi na put i vreme porođaja verovatno treba donositi od slučaja do slučaja.

## Prognoza
Šansa za preživljavanje koja je oko 72% od 2016, po nedeljama је:
- 6% u 22. nedelji,
- oko 6% u 23. nedelji,
- 26%, u 24. nedelji
- 55% u 25 nedelji.[176]

Uz opsežno lečenje, do 30% je onih koji prežive rođenje u 22. nedelji je zabeleženo od 2019. godine. Šanse za preživljavanje bez dugoročnih poteškoća su manje. Od onih koji prežive nakon rođenja u 22. nedelji, 33% ima ozbiljne smetnje u razvoju.  U razvijenom svetu ukupni opstanak iznosi oko 90%, dok u zemljama sa niskim prihodima stopa preživljavanja iznosi oko 10%.
Neka deca će se dobro prilagoditi tokom detinjstva i adolescencije,   iako je invalidnost verovatnije bliža granicama održivosti. Velika studija pratila je decu rođenu između 22 i 25 nedelje do 6. godine starosti. Od ove dece, 46 odsto imalo je umerene do teške smetnje kao što su cerebralna paraliza, gubitak vida ili sluha i učenje, 34 odsto imalo je blage smetnje, a 20 odsto nije imalo smetnje u razvoju. Dvanaest posto je imalo onesposobljavajuću cerebralnu paralizu. 
Kako se preživljavanje poboljšavalo, fokus intervencija usmerenih na novorođenče pomerao se kako bi se smanjile dugotrajne invalidnosti, posebno one povezane sa povredom mozga.   Neke od komplikacija vezanih za nedonoščad mogu biti očigledne tek godinama nakon rođenja. Dugoročno istraživanje pokazalo je da se rizici od medicinskih i socijalnih invaliditeta proširuju i na odraslu dob i da su veći sa smanjenjem gestacijske starosti pri rođenju i uključuju cerebralnu paralizu, intelektualnu ometenost, poremećaje psihološkog razvoja, ponašanja i emocija, smetnje vida i sluha, i epilepsije.
Standardni testovi inteligencije pokazali su da je 41 odsto dece rođene između 22 i 25 nedelje imalo umerene ili teške smetnje u učenju u poređenju sa rezultatima testova grupe sličnih drugova iz razreda koji su rođeni u punom roku.  Takođe se pokazuje da je bilo manje verovatno da će se steći viši nivo obrazovanja sa smanjenjem gestacijske starosti pri rođenju.   Ljudi rođeni pre vremena mogu biti podložniji razvoju depresije kao tinejdžeri.  Neki od ovih problema mogu se opisati kao da su u izvršnom domenu i pretpostavlja se da nastaju usled smanjene mijelinizacije frontalnih režnjeva.  Studije ljudi prevremeno rođenih i kasnije istražene pomoću MRI snimanja mozga, pokazuju kvalitativne anomalije strukture mozga i deficite sive materije unutar struktura slepoočnog režnja i malog mozga koji traju sve do adolescencije.   Tokom života verovatnije je da će im trebati usluge fizikalnih terapeuta, radnih terapeuta ili logopeda.
Uprkos neurosenzornim, mentalnim i obrazovnim problemima koji su proučavani u školskom uzrastu i adolescentnoj deci rođenoj izuzetno nedonoščadi, utvrđeno je da većina prerano preživelih rođenih tokom ranih godina neonatalne intenzivne nege dobro radi i živi prilično normalno u mladosti.  Izgleda da mladi odrasli prevremeno rođeni priznaju da imaju više zdravstvenih problema od svojih vršnjaka, ali ipak osećaju isti stepen zadovoljstva  kvalitetom svog života.
Osim neurorazvojnih posledica nedonoščadi, novorođenčad rođena nedonoščad imaju veći rizik od mnogih drugih zdravstvenih problema. Na primer, deca prevremeno rođena imaju povećan rizik od razvoja hronične bolesti bubrega.

## Neurološka istraživanja
Povreda mozga je česta među nedonoščadi, u rasponu od povrede bele materije do intraventrikularnih i cerebelarnih krvarenja.   Karakteristična neuropatologija nedonoščadi opisana je kao „encefalopatija nedonoščadi“.
Broj nedonoščadi koja dobijaju specijalno obrazovanje udvostručen je u odnosu na opštu populaciju. Ocene u školi su niže, a verbalno učenje, izvršna funkcija, jezičke veštine i rezultati performansi memorije su niži,  , kao i IQ rezultati.    U ponašanju, adolescenti koji su rođeni kao nedonoščad  vrlo niske porođajne težine imaju slične predstave o kvalitetu života, zdravstvenom stanju i samopoštovanju kao i mogućnostima kontrole.  
Različite studije strukturne magnetne rezonance otkrile su konstantno smanjenje zapremine celokupnog mozga.    Opsežna lista određenih regiona sa manjim obimima u poređenju sa kontrolama uključuje mnoga kortikalna područja (temporalna, frontalna, parijetalna, okcipitalna i cingulatna), regije hipokampusa, talamus, bazalne ganglije, amigdala, moždano stablo, unutrašnja kapsula, kalozum i mozak. 
Čini se da je smanjenje zapremine mozga prisutno u čitavom mozgu. Suprotno tome, veće zapremine pronađene su u nekim istim oblastima, uključujući medijalni / prednji frontalni, parijetalni i temporalni korteks, mali mozak, srednji temporalni girus, parahipokampalni girus i fuziformni girus, kao i veće bočne komore u proseku.  Uzrok ovih nedoslednosti je nepoznat.
Pored toga, smanjeno je područje kortikalne površine / kortikalne debljine u slepoočnim režnjevima obostrano i u levom prednjem i temenom području.    Zadebljanje korteks pronađeno je obostrano u medijalnom donjem i prednjem delu frontalnih režnjeva i u zatiljačnim režnjevima. 
Gestacijska starost je pozitivno korelirana sa zapreminama temporalnog i fuziformnog girusa i senzomotornog korteksa obostrano, levo donje parijetalne lobule, moždano stablo i različiti delovii bele mase, kao i specifične pozitivne asocijacije sa malim i talamusom. 
Nekoliko strukturnih promena mozga povezano je sa nivoom kognitivnog ishoda i ishoda ponašanja. Na primer, ukupan volumen moždanog tkiva objasnio je između 20 i 40% IQ-a i razlike u obrazovnom ishodu između izuzetno nedonoščadi i kontrolnih adolescenata.   U drugoj studiji, smanjenje kvartila za 25% u vrednosti bele mase u srednjem temporalnom girusu povezano je sa 60% povećanjem rizika od kognitivnih oštećenja.  Nosarti i kolege su prethodno pretpostavili da su zreli obrasci prevremeno rođenih mozgova u skladu sa starosnim stadijumima koji se tipično primećuju kod mlađih ispitanika. Njihova najnovija studija sugeriše, međutim, da njihova putanja može biti ne samo odložena, već i fundamentalno različita.

## Literatura
- Ekwo, E. E., Gosselink, C. A., & Moawad, A. (1992). Unfavorable outcome in penultimate pregnancy and premature rupture of membranes in successive pregnancy. Obstetrics and Gynecology, 80, 166–172.
- „Committee Opinion: Non-Medically Indicated Early Term Deliveries”. Obstetrics and Gynecology. 121 (4): 911—915. 2013. PMID 23635710. doi:10.1097/01.AOG.0000428649.57622.a7.
- Dubowitz, L. M.; Dubowitz, V.; Palmer, P.; Verghote, M. (1980). „A new approach to the neurological assessment of the preterm and full-term newborn infant”. Brain Dev. 2 (1): 3—14. PMID 7416439. S2CID 4768350. doi:10.1016/S0387-7604(80)80003-9..
- Farr, V.; Mitchell, R. G.; Neligan, G. A.; Parkin, J. M. (1966). „The definition of some external characteristics used in the assessment of gestational age in the newborn infant”. Dev Med Child Neurol. 8 (5): 507—511. PMID 5972871. S2CID 27848891. doi:10.1111/j.1469-8749.1966.tb01796.x.
- Spinnato, J. A.; Sibai, B. M.; Shaver, D. C.; Anderson, G. D. (1984). „Inaccuracy of Dubowitz gestational age in low birth weight infants”. Obstet Gynecol. 63 (4): 491—495. PMID 6700894..
- von Voss, H.; Trampisch, H. J.; Grittern, M. (1985). „Simple and practical method for the determination of gestational age of newborns”. J Perinat Med. 13 (5): 207—217. PMID 4087113. doi:10.1515/jpme.1985.13.5.207..
- Nicolopoulos, D.; Perakis, A.; Papadakis, M.; Alexiou, D.; Aravantinos, D. (1976). „Estimation of gestational age in the neonate: a comparison of clinical methods”. Am J Dis Child. 130 (5): 477—480. PMID 1274897. doi:10.1001/archpedi.1976.02120060023005..
- Eregie, C. O. (2000). „A new method for maturity determination in newborn infants”. J Trop Pediatr. 46 (3): 140—144. PMID 10893913. doi:10.1093/tropej/46.3.140.. [PubMed] [Google Scholar]
- Ballard, J. L.; Novak, K. K.; Driver, M. (1979). „A simplified score for assessment of fetal maturation of newly born infants”. J Pediatr. 95 (5 Pt 1): 769—774. PMID 490248. doi:10.1016/S0022-3476(79)80734-9..
- Verhoeff, F. H.; Milligan, P.; Brabin, B. J.; Mlanga, S.; Nakoma, V. (1997). „Gestational age assessment by nurses in a developing country using the Ballard method, external criteria only”. Ann Trop Paediatr. 17 (4): 333—342. PMID 9578793. doi:10.1080/02724936.1997.11747907..
- Ballard, J. L.; Khoury, J. C.; Wedig, K.; Wang, L.; Eilers-Walsman, B. L.; Lipp, R. (1991). „New Ballard Score, expanded to include extremely premature infants”. J Pediatr. 119 (3): 417—423. PMID 1880657. doi:10.1016/S0022-3476(05)82056-6..
- International Conference on Harmonisation of Technical Requirements for Registration of Pharmaceuticals for Human Use (ICH). Guidelines for Clinical Safety assessment (E2a–e).
- Council for International Organizations of Medical Sciences (CIOMS). Reporting form for International Reporting of Adverse Drug Reactions.
- Schulz K.F., Altman D.G., Moher D.S., Group C. CONSORT 2010 statement: updated guidelines for reporting parallel group randomised trials. BMJ. 2010;340:c332.
- Moher, D.; Cook, D. J.; Eastwood, S.; Olkin, I.; Rennie, D.; Stroup, D. F. (1999). „Quality of reporting of meta-analyses”. Lancet. 354 (9193): 1896—1900. PMID 10584742. S2CID 21826935. doi:10.1016/s0140-6736(99)04149-5..
- Stroup, D. F.; Berlin, J. A.; Morton, S. C.; Olkin, I.; Williamson, G. D.; Rennie, D.; Moher, D.; Becker, B. J.; Sipe, T. A.; Thacker, S. B. (2000). „Meta-analysis of observational studies in epidemiology: A proposal for reporting. Meta-analysis of Observational Studies in Epidemiology (MOOSE) group”. JAMA. 283 (15): 2008—2012. PMID 10789670. S2CID 4939401. doi:10.1001/jama.283.15.2008..

## Spoljašnje veze
|  | Molimo Vas, obratite pažnju na važno upozorenje u vezi sa temama iz oblasti medicine (zdravlja). |